# Leslie Earl Robertson
Leslie Earl Robertson (Manhattan Beach, 12 de fevereiro de 1928 – San Mateo, 11 de fevereiro de 2021) foi um engenheiro estrutural estadunidense.
Foi um dos engenheiros estruturais do World Trade Center em Nova Iorque, destruído nos ataques de 11 de setembro de 2001 promovido pelo grupo terrorista Al-Qaeda. Posteriormente atuou como engenheiro estrutural em diversos outros projetos, incluindo o Shanghai World Financial Center e o Bank of China Tower (Hong Kong).
Morreu em 11 de fevereiro de 2021 em San Mateo, aos 92 anos de idade, de câncer de sangue.